# Armenischer Fußballpokal 2011
Der armenische Fußballpokal 2011 war die 20. Austragung des Pokalwettbewerbs in Armenien.
Acht Mannschaften nahmen teil. MIKA Aschtarak gewann zum sechsten Mal den Pokal. Gegner im Finale war der FC Schirak Gjumri, der mit 4:1 besiegt wurde. MIKA nahm an der Europa League teil.

## Modus
Der Pokal wurde in drei Runden ausgetragen. Bis zum Halbfinale wurden die Sieger in Hin- und Rückspiel ermittelt. Bei Torgleichstand entschied zunächst die Anzahl der Auswärts erzielten Tore, danach eine Verlängerung, wurde in dieser nach zweimal 15 Minuten keine Entscheidung erreicht, folgte ein Elfmeterschießen, bis der Sieger ermittelt war. Das Finale wurde in einem Spiel in Jerewan ausgetragen.

## Viertelfinale
| Datum             |                    | Gesamt |                   | Hinspiel | Rückspiel |
| ----------------- | ------------------ | ------ | ----------------- | -------- | --------- |
| 10.03./14.03.2011 | FC Schirak Gjumri  | 2:1    | FC Pjunik Jerewan | 1:1      | 1:0       |
| 10.03./14.03.2011 | FC Banants Jerewan | 3:1    | Gandsassar Kapan  | 3:0      | 0:1       |
| 10.03./14.03.2011 | FC Ulisses Jerewan | 2:0    | FA Ararat Jerewan | 1:0      | 1:0       |
| 11.03./15.03.2011 | MIKA Aschtarak     | 5:2    | Impuls Dilidschan | 3:0      | 2:2       |

## Halbfinale
| Datum             |                   | Gesamt |                    | Hinspiel | Rückspiel |
| ----------------- | ----------------- | ------ | ------------------ | -------- | --------- |
| 30.03./20.04.2011 | MIKA Aschtarak    | 4:3    | FC Banants Jerewan | 3:3      | 1:0       |
| 06.04./27.04.2011 | FC Schirak Gjumri | 2:1    | FC Ulisses Jerewan | 0:1      | 2:0       |

## Finale
| FC Schirak Gjumri                                                    | FC Schirak Gjumri | MIKA Aschtarak | MIKA Aschtarak |
| -------------------------------------------------------------------- | --- | --- | -------------- |
| FC Schirak Gjumri                                                    | \| 11. Mai 2011 in Jerewan (Wasken Sarkissjan Republikanisches Stadion) \| \| Ergebnis: 1:4 (1:2) \| \| Zuschauer: 9.300 \| \| Schiedsrichter: David Fernández Borbalán ( Spanien) \| | \| 11. Mai 2011 in Jerewan (Wasken Sarkissjan Republikanisches Stadion) \| \| Ergebnis: 1:4 (1:2) \| \| Zuschauer: 9.300 \| \| Schiedsrichter: David Fernández Borbalán ( Spanien) \| | MIKA Aschtarak |
| FC Schirak Gjumri                                                    | Igor Logwinow – Armen Ghasarjan (46. Karen Chatschatrjan), Geworg Hovhannisjan, Tiago Lopes Catarino (22. Hovhannes Grigorjan), Armen Tigranjan, Karen Aleksanjan – Tigran Dawtjan, Artak Osejan (85. Gratschja Mnatsakanjan), David Hakobjan – Andranik Barikjan, Mkrtitsch Nalbandjan Cheftrainer: Felix Chodschojan | Geworg Kasparow – Geworg Poghosjan (65. Dong Fangzhuo), Alex Henrique da Silva, Aleksandr Tadewosjan, Hrajr Mkojan – Pedro López Pérez (82. Andranik Schahgeldjan), Ednei, Andranik Woskanjan (57. Armen Petrosjan), Aghwan Mkrttschjan – Narek Beglarjan, Aram Woskanjan Cheftrainer: Armen Schahgeldjan | MIKA Aschtarak |
| FC Schirak Gjumri                                                    | 1:1 Andranik Barikjan (42.) | 0:1 Alex Henrique da Silva (16.) 1:2 Narek Beglarjan 1:3 Narek Beglarjan 1:4 Dong Fangzhuo (90.) | MIKA Aschtarak |
| FC Schirak Gjumri                                                    | Andranik Barikjan | Geworg Poghosjan | MIKA Aschtarak |
| 11. Mai 2011 in Jerewan (Wasken Sarkissjan Republikanisches Stadion) | | |                |
| Ergebnis: 1:4 (1:2)                                                  | | |                |
| Zuschauer: 9.300                                                     | | |                |
| Schiedsrichter: David Fernández Borbalán ( Spanien)                  | | |                |